# John Gosden

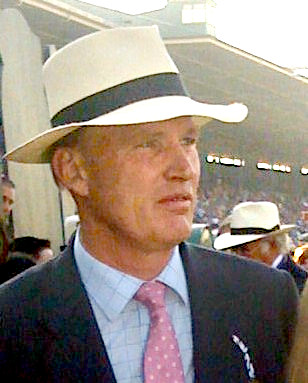
John Gosden (2008)

John Harry Martin Gosden, OBE (* 30. März 1951 in Hove) ist ein britischer Trainer im Galoppsport. 1983 trainierte er in Kalifornien Bates Motel mit dem er die ersten großen Erfolge feierte.
Seitdem er 1989 nach England zurückgekehrt ist, hat er über 3000 Sieger trainiert. Darunter waren Gewinner des Breeders’ Cup Classic, des Derbys, des King George, der Eclipse Stakes, der 1,000 Guineas Stakes, des St. Leger-Rennens und des Prix de l’Arc de Triomphe. Er ist einer der erfolgreichsten Rennpferd-Trainer seiner Generation. Er arbeitet in den Clarehaven Stables in Newmarket, England.
Am Ende der britischen Flachrennen-Saison 2012 erhielt Gosden erstmals den Titel des British flat racing Champion Trainer. Am 7. März 2017 wurde ihm schließlich von der Queen der Order of the British Empire verliehen.

## Wichtige Pferde
Golden Horn, Enable, Too Darn Hot, Stradivarius, Ravens Pass, Nathaniel, Benny the Dip, Lahan, Elusive Kate, Shantou, Great Heavens, Fallen For You, Izzi Top, The Fugue, Lucarno, Flemensfirth, Arctic Cosmos, Masked Marvel, Maqaasid, Duncan, Dar Re Mi, Donativum, Pounced, Nannina, Rainbow View, Oasis Dream, Virtual, Observatory, Zenda, Ryafan, Crystal Music, Playful Act, Muhtarram, Mashaallah, Royal Heroine, Debussy, Royal Oath, Zoffany, Bates Motel

## Wichtige Siege
Dubai

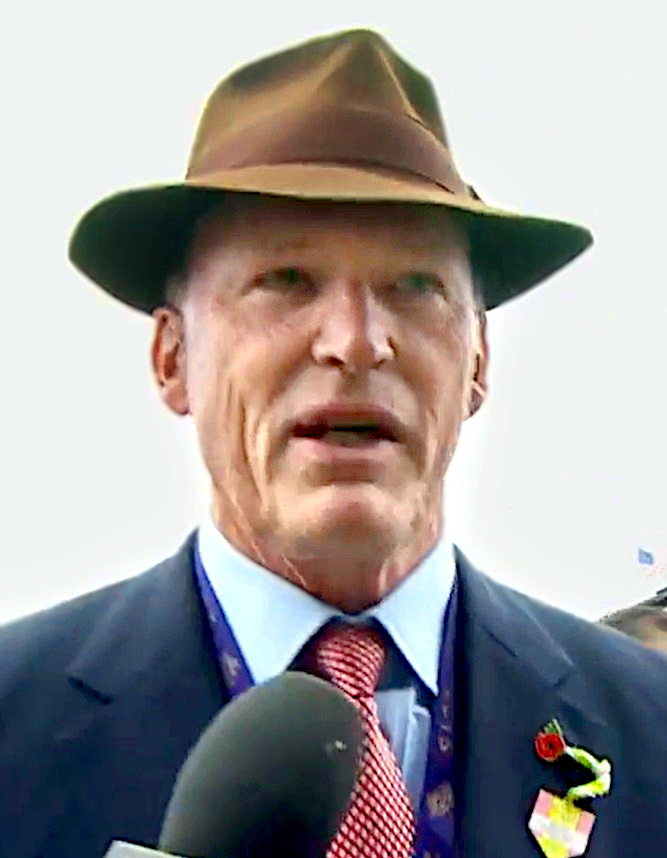
Gosden im Jahr 2015

- Dubai Sheema Classic – (1) – Dar Re Mi (2010)

Großbritannien
- 1,000 Guineas Stakes – (1) – Lahan (2000)
- Champion Stakes – (2) – Cracksman (2017, 2018)
- Cheveley Park Stakes – (1) – Prophecy (1993)
- Coronation Cup – (1) – Cracksman (2018)
- Coronation Stakes – (2) – Nannina (2006), Fallen For You (2012)
- Epsom Derby – (2) – Benny the Dip (1997), Golden Horn (2015)
- Eclipse Stakes – (3) – Nathaniel (2012), – Golden Horn (2015), Enable (2019)
- Falmouth Stakes – (1) – Ryafan (1997)
- Fillies’ Mile – (4) – Crystal Music (2000), Playful Act(2004), Nannina (2005), Rainbow View (2008)
- Golden Jubilee Stakes – (1) – Malhub (2002)[5]
- Goodwood Cup – (4) – Sonus (1993), Stradivarius (2017, 2018, 2019)
- Haydock Sprint Cup – (1) – Wolfhound (1993)
- July Cup – (1) – Oasis Dream (2003)
- King George VI and Queen Elizabeth Stakes – (3) – Nathaniel (2011), Enable (2017, 2019)
- Lockinge Stakes – (2) – Emperor Jones (1994), Virtual (2009)
- Middle Park Stakes – (1) – Oasis Dream (2002)
- Nassau Stakes – (2) – Ryafan (1997), The Fugue (2012)
- Nunthorpe Stakes – (1) – Oasis Dream (2003)
- Prince of Wales's Stakes – (2) – Muhtarram (1994, 1995)
- Queen Elizabeth II Stakes – (2) – Observatory (2000), Raven's Pass (2008)
- St. Leger Stakes – (4) – Shantou (1996), Lucarno (2007), Arctic Cosmos (2010), Masked Marvel (2011)
- Sun Chariot Stakes – (1) – Ristna (1991)
- Sussex Stakes – (2) – Kingman (2014), Too Darn Hot (2019)
- Yorkshire Oaks – (1) – Dar Re Mi (2009), Enable (2017)

Frankreich
- Prix de l’Arc de Triomphe (3) – Golden Horn (2015), Enable (2017, 2018)
- Poule d'Essai des Pouliches – (2) – Valentine Waltz (1999), Zenda (2002)
- Prix de l'Abbaye de Longchamp – (1) – Keen Hunter (1991)
- Prix de la Forêt – (2) – Wolfhound (1992), Mount Abu (2001)
- Prix d'Ispahan – (1) – Observatory (2001)
- Prix Ganay – (1) – Cracksman (2018)
- Prix Jean Prat – (1) – Torrential (1995)
- Prix Jean Romanet – (1) – Izzi Top (2012)
- Prix Lupin – (1) – Flemensfirth (1995)
- Prix Marcel Boussac – (3) – Ryafan (1996), Sulk (2001), Elusive Kate (2011)
- Prix Maurice de Gheest – (1) – May Ball (2002)
- Prix Rothschild – (1) – Elusive Kate (2012)
- Prix de la Salamandre – (1) – Lord of Men (1995)

Deutschland
- Großer Preis von Baden – (1) – Mashaallah (1992)

Irland
- Irish Champion Stakes – (2) – Muhtarram (1993), Golden Horn
- Irish Oaks – (1) – Great Heavens (2012)
- Irish St. Leger – (2) – Mashaallah (1992), Duncan (dead heat 2011)
- Matron Stakes (Ireland) – (1) – Rainbow View (2009)
- Pretty Polly Stakes – (3) – Del Deya (1994), Dar Re Mi (2009), Izzi Top (2012)

Italien
- Gran Premio del Jockey Club – (1) – Shantou (1996)
- Gran Premio di Milano – (2) – Mashaallah (1992), Shantou (1997)
- Premio Presidente della Repubblica – (1) – Muhtarram (1994)
- Premio Roma – (2) – Knifebox (1993), Flemensfirth (1996)

Vereinigte Staaten von Amerika
- Arlington Million – (1) – Debussy (2010)
- Beverly Hills Handicap – (1) – Royal Heroine
- Breeders’ Cup Classic – (1) – Raven's Pass (2008)
- Breeders’ Cup Juvenile Turf – (2) – Donativum (2008), Pounced (2009)
- Breeders’ Cup Mile – (1) – Royal Heroine (1984)
- Carleton F. Burke Handicap – (1) – Bel Bolide
- Clement L. Hirsch Turf Championship Stakes – (1) – Allez Milord (1987)
- Del Mar Handicap – (3) – Barberston
- Gamely Stakes – (2) – Royal Heroine
- Hollywood Derby – (1) – Royal Heroine
- Hollywood Turf Cup – (3) – Alphabatim (1984, 1986), Zoffany (1985),
- Matriarch Stakes – (2) – Royal Heroine (1984), Asteroid Field (1987)
- Pacific Classic Stakes – (1) – Tinners Way (1994)
- Philip H. Iselin Breeders’ Cup Handicap – (1) – Bates Motel (1983)
- Queen Elizabeth II Challenge Cup Stakes – (1) – Ryafan (1997)
- John C. Mabee Handicap|Ramona Handicap – (1) – Annoconnor (1988)
- San Antonio Handicap – (2) – Bates Motel (1983), Hatim (1986)
- San Luis Rey Handicap – (1) – Zoffany
- Santa Anita Handicap – (1) – Bates Motel (1983)
- Yellow Ribbon Stakes – (3) – Ryafan (1997), Bonne Ile (1986)
- Vanity Invitational Handicap – (1) – Annoconnor (1988)

## Belege
1. ↑  Racing Post (2008)
2. ↑  Financial Times
3. ↑  Racing Post (25. September 2005)
4. ↑  Racing Post (13. Mai 2002)
5. ↑  Racing Post (24. Juni 2002)

| Personendaten    | Personendaten             |
| ---------------- | ------------------------- |
| NAME             | Gosden, John              |
| ALTERNATIVNAMEN  | Gosden, John Harry Martin |
| KURZBESCHREIBUNG | Rennpferd-Trainer         |
| GEBURTSDATUM     | 20. Jahrhundert           |